# Terradelles (Bagà)
Terradelles és un veïnat del municipi de Bagà (situat al Berguedà), vora el Bastareny, al sud de la vila i al límit amb el terme de Guardiola de Berguedà.
En aquest barri hi viuen unes 220 persones i celebra la seva festa major per Sant Pere i durant el mes d'agost organitza una sardinada popular.